# كورلتو مونفورت
كورلتو مونفورت، (بالإنجليزية: Corleto Monforte)‏، (كامبانيا:Curlète)، هي مدينة و(بلدية) في مقاطعة ساليرنو، في منطقة كامبانيا، بجنوب إيطاليا. بها 615 نسمة.

## السكان
في سنة 1861 بلغ عدد السكان 2٬111 نسمة، وتطور العدد ليصل في سنة 2011 لـ 643 نسمة.
يظهر هذا المخطط البياني تطور النمو السكاني لـ كورلتو مونفورت